# Spór Taylor Swift z wytwórnią Big Machine Records

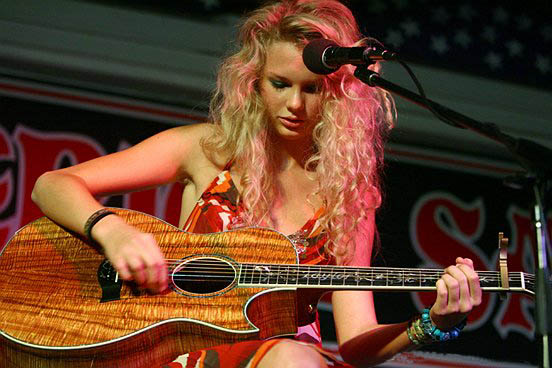
Taylor Swift (na zdjęciu w 2006 roku) podpisała kontrakt płytowy z Big Machine Records w 2005 roku w wieku 15 lat, przekazując wytwórni prawa własności do jej pierwszych sześciu albumów studyjnych.

W czerwcu 2019 roku amerykańska piosenkarka i autorka tekstów Taylor Swift wdała się w spór ze swoją byłą wytwórnią płytową Big Machine Records, jej założycielem Scottem Borchettą i nowym właścicielem Scooterem Braunem o własność nagrań studyjnych jej pierwszych sześciu albumów studyjnych. Jest to bardzo nagłośniony konflikt, który od samego początku przyciągnął powszechną uwagę i zainteresowanie mediów.
Swift podpisała kontrakt płytowy z Republic Records w listopadzie 2018 roku po wygaśnięciu jej kontraktu z Big Machine. Media głównego nurtu poinformowały w czerwcu 2019 r., że Braun kupił Big Machine od Borchetty za 330 milionów dolarów, finansowanych przez różne fundusze inwestycyjne. Braun stał się właścicielem wszystkich masterów, teledysków i dzieł sztuki, do których prawa autorskie posiada Big Machine, w tym tych z pierwszych sześciu albumów studyjnych Swift. W odpowiedzi Swift stwierdziła, że próbowała kupić prawa, ale Big Machine zaoferowała niekorzystne warunki i wiedziała, że wytwórnia sprzeda je komuś innemu, ale nie spodziewała się Brauna jako kupującego, wspominając go jako „nieustannego, manipulującego tyrana". Borchetta twierdził, że Swift odrzuciła możliwość zakupu praw.
W rezultacie Big Machine i Swift byli uwikłani w serię nieporozumień prowadzących do dalszych tarć; Swift twierdziła, że wytwórnia zablokowała jej wykorzystanie jej muzyki do American Music Awards 2019 i jej filmu dokumentalnego Miss Americana (2020), podczas gdy Big Machine wydała Live from Clear Channel Stripped 2008 (2020), niewydane dzieło Swift, bez jej zgody. Swift ogłosiła, że ponownie nagra sześć albumów, aby uzyskać nad nimi pełną własność. W październiku 2020 roku Braun sprzedał mastery firmie inwestycyjnej rodziny Disneya, Shamrock Holdings za 405 milionów dolarów pod warunkiem, że będzie nadal czerpał zyski z muzyki. Swift ponownie wyraziła swoją dezaprobatę, odrzucając ofertę Shamrock dotyczącą partnerstwa kapitałowego i zaczęła wydawać ponownie nagraną muzykę za pośrednictwem Republic. Wydała Fearless (Taylor’s Version) i Red (Taylor’s Version), ponowne nagrania jej albumów Fearless (2008) i Red (2012), w 2021 roku, odnosząc krytyczny i komercyjny sukces, bijąc wiele rekordów sprzedaży, transmisji strumieniowych i list przebojów. Jeden z utworów – „All Too Well (10 Minute Version)” – stał się najdłuższą piosenką, jaka kiedykolwiek znalazła się na szczycie listy Billboard Hot 100, dając Swift po raz ósmy pierwsze miejsce na tej liście. Ukazały się także „Wildest Dreams (Taylor’s Version)” i „This Love (Taylor’s Version)”. Swift była najlepiej sprzedającą się solistką na świecie i najlepiej zarabiającą muzyczką w 2021 roku.
Różni muzycy, dziennikarze, politycy i naukowcy poparli stanowisko Swift, wywołując dyskurs na temat praw artystów, własności intelektualnej, private equity i etyki w przemyśle muzycznym. Publikacje opisywały jej reakcję i chęć ponownego nagrania jako wpływowe środki, zachęcające nowych artystów do negocjowania większej własności ich muzyki. iHeartRadio, największa sieć radiowa w Stanach Zjednoczonych, ogłosiła, że zastąpi starsze wersje nagranych ponownie utworów Swift. Billboard nazwał Swift największą gwiazdą popu 2021 roku za udane i bezprecedensowe wyniki jej przedsięwzięcia związanego z ponownymi nagraniami. Od tego czasu Braun wyraził ubolewanie z powodu zakupu masterów Swift i Big Machine w ogóle, a następnie sprzedał cały swój holding Ithaca firmie Hybe Corporation.

## Spór

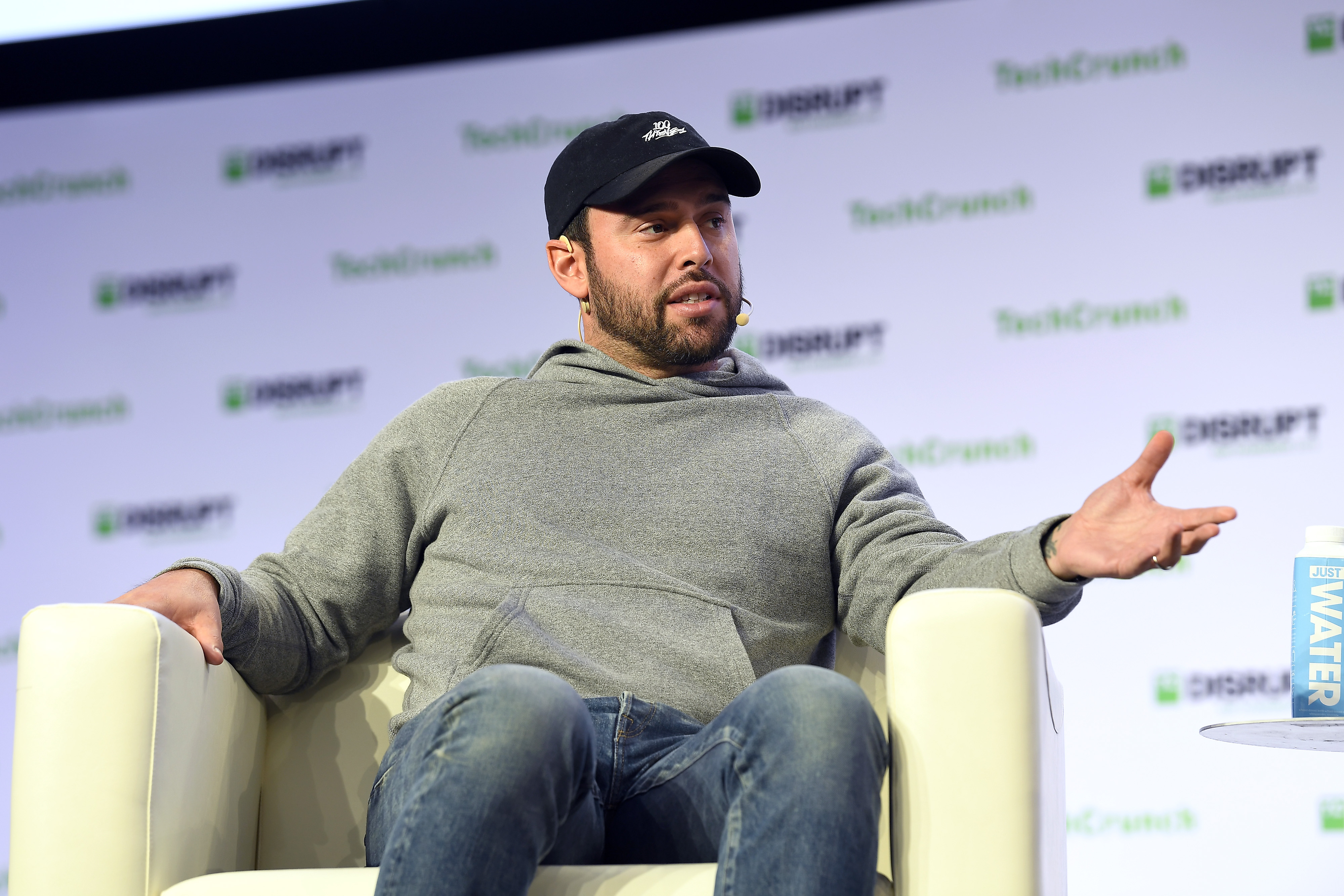
Scooter Braun (na zdjęciu w 2019 roku) kupił Big Machine w 2019 roku i stał się właścicielem masterów pierwszych sześciu albumów Swift, które później sprzedał Shamrock Holdings w 2020 roku.

### Przejęcie przez Brauna
Scooter i ja byliśmy zgodni z zasadą „wielka wizja przynosi wielkie rezultaty” od naszego pierwszego spotkania w 2010 roku. Od tamtego czasu obserwowałem, jak buduje niesamowitą i zróżnicowaną firmę, która doskonale uzupełnia Big Machine Label Group. Nasza duch artysty na pierwszym miejscu i połączony zbiór talentów, wykonawców i zasobów jest teraz globalną siłą, z którą należy się liczyć. To bardzo szczególny dzień i początek fantastycznego partnerstwa oraz historycznego biegu.

Scooter Braun to amerykański właściciel mediów, menedżer talentów i biznesmen znany z zarządzania karierą artystów muzycznych Justina Biebera, Ariany Grande, Demi Lovato i Kanye Westa za pośrednictwem swojej firmy medialnej SB Projects. W czerwcu 2019 r. The Wall Street Journal, a następnie inne media głównego nurtu, poinformowały, że spółka holdingowa Brauna, Ithaca Holdings LLC., w pełni przejęła Big Machine Label Group, kupując ją za szacunkową kwotę 330 milionów dolarów. Zakup obejmował wszystkie aspekty działalności Big Machine, w tym listę klientów, umowy dystrybucyjne, prawa wydawnicze i mastery i został sfinansowany przez amerykańskie spółki private equity, takie jak Carlyle Group, 23 Capital i Soros Fund Management. z których posiadał udziały w Ithaca. We wspólnym oświadczeniu firmy stwierdziły, że wykup „tworzy jedną z najpotężniejszych firm zajmujących się wydawaniem, zarządzaniem, transmisją strumieniową, wydawaniem i mediami, łącząc bezpłatne usługi, artystów, kierownictwo i wiedzę”. W ramach przejęcia własność wszystkich nagrań i praw autorskich należących do Big Machine, w tym do pierwszych sześciu albumów studyjnych Swift, została przeniesiona na firmę Brauna. Borchetta dołączył do rady dyrektorów Ithaca, nabywając mniejszościowe udziały w Ithaca i pozostał jako prezes i dyrektor generalny Big Machine.

### Reakcja Swift
Przez wiele lat błagałam o szansę, aby być właścicielką moich nagrań. Zamiast tego dano mi okazję podpisania umowy z Big Machine Records i 'zdobycia' jednego albumu za każdym razem, gdy wydam nowy. [...] Dowiedziałam się o zakupie moich nagrań przez Scootera Brauna, kiedy ogłoszono to światu. Cały czas myślałam o nieustannym, manipulacyjnym znęcaniu się, którego doświadczałam z jego strony przez wiele lat.

30 czerwca 2019 roku Big Machine ogłosiła w mediach społecznościowych, że Big Machine Label Group została przejęta przez Brauna, po czym tego samego dnia Swift potępiła przejęcie na Tumblr. Stwierdziła, że od lat próbowała kupić swoje mastery, ale nie dano jej szansy, chyba że podpisała kolejny kontrakt, który wymagałby od niej stworzenia sześciu kolejnych albumów pod szyldem wytwórni w zamian za mastery pierwszych sześciu, co uważała za "gorszący". Chociaż wiedziała, że Big Machine jest na sprzedaż, powiedziała, że nie wiedziała, że Braun — którego opisała jako „nieustannego, manipulacyjnego tyrana” — będzie nabywcą: „Zasadniczo moja muzyczna spuścizna znajdzie się w rękach kogoś który próbował ją zdemontować”. Podkreśliła zaangażowanie Brauna w tworzenie teledysku Westa do jego singla „Famous” z 2016 roku, który opisała jako „pornograficzny teledysk zemsty, który rozbiera [jej] ciało do naga". Swift twierdziła również, że Braun wywarł wpływ na Kim Kardashian, wówczas zamężną z Westem, aby zaaranżowała „nielegalnie nagrany” fragment rozmowy telefonicznej Swift z Westem, i miała „dwóch klientów [Brauna]” w zmowie, by zastraszyć Swift online, odnosząc się do zrzutu ekranu FaceTime przedstawiającego Biebera, Westa i Brauna, opublikowany na Instagramie Biebera po tym, jak Kardashian opublikowała fragment nagrania. Swift oskarżyła Borchettę o zdradę jej lojalności za sprzedaż masterów Braunowi, mimo świadomej roli Brauna w zastraszaniu Swift. Passman argumentował, że Borchetta nigdy nie dała Swift „możliwości zakupu jej praw lub wytwórni, wprost z czekiem w sposób, w jaki [Borchetta] najwyraźniej robi to teraz dla innych”.

### Odpowiedź Borchetty
W odpowiedzi Borchetta opublikował post na blogu zatytułowany „It’s Time For Some Truth” na stronie Big Machine.  25 czerwca 2019 r. akcjonariusze Big Machine i Ithaca Holdings firmy Braun odbyli rozmowę telefoniczną w sprawie transakcji. Podczas gdy ojciec Swift, Scott, był jednym z akcjonariuszy mniejszościowych wytwórni (4 procent), nie dołączył do wezwania ze względu na „bardzo surową” umowę o zachowaniu poufności. Ostateczna rozmowa odbyła się 28 czerwca, kiedy Scott Swift był reprezentowany przez prawnika z firmy managementowej Swift, 13 Management. Borchetta powiedział, że wysłał SMS-a do Swift 29 czerwca, twierdząc, że była wcześniej świadoma transakcji Brauna. Zaprzeczył, że Swift była wrogo nastawiona do Brauna  i opublikował wiadomość tekstową, którą rzekomo wysłała Swift przed podpisaniem kontraktu z Republic Records; w wiadomości Swift powiedziała, że zaakceptuje kolejny siedmioletni kontrakt z Big Machine pod warunkiem, że przejmie własność swoich dzieł audiowizualnych. Borchetta zgodził się, ale poprosił o dziesięcioletni kontrakt. Autentyczność wiadomości nie została zweryfikowana.

## Reakcje
Kontrowersje zostały szeroko nagłośnione, wywołując reakcje i krytykę z całego Internetu. Ponowne nagrania Swift były jednym z najczęściej dyskutowanych i omawianych tematów w wiadomościach w latach 2020–2021, a media opisywały je jako jedno z najważniejszych wydarzeń popkulturowych 2021 roku. Evening Standard nazwał to „największym waśniem muzycznym”, ponieważ „poprzednie albumy regularnie zmieniają właściciela za kulisami, ale prawie nigdy nie trafiają na pierwsze strony gazet”.  Hashtagi „#IStandWithTaylor” i „#WeStandWithTaylor” zyskały popularność na całym świecie na Twitterze po poście Swift.  Billboard napisał, że od czasu kontrowersji zespoły „podzieliły się na Team Swift lub Team Braun, tworząc najbardziej publiczną bitwę o prawa autorskie muzyków we współczesnej historii”.

### Inspiracja muzyczna
Piosenki z każdego z albumów Swift z 2020 roku, „My Tears Ricochet” i „ Mad Woman” z Folklore,   oraz „It’s Time to Go” z Evermore, zostały docenione przez krytyków za odniesienia do sporu, Borchetta, i Brauna.  „My Tears Ricochet” opowiada o tym, jak Swift czuła się zdradzona przez Borchettę i używa metafory pogrzebowej , podczas gdy „Mad Woman” opowiada o „gaslightingu”, którego Swift doświadczyła z rąk Brauna. Powszechna interpretacja głosi, że utwory „Vigilante Shit” i „Karma” z jej albumu Midnights z 2022 roku również dyskredytują Brauna.